# Sisymbrium loeselii
Espèce
Classification phylogénétique
Sisymbrium loeselii, qui a pour nom commun Sisymbre de Loesel ou Vélar de Loesel, est une espèce eurasiatique de plante à fleurs de la famille des Brassicaceae et du genre Sisymbrium.

## Description
Sisymbrium loeselii est une plante herbacée annuelle à bisannuelle et atteint généralement une hauteur de 35 à 120 centimètres. Elle forme une fine racine pivotante. La tige dressée est ramifiée au sommet. Elle est densément poilue, surtout dans la partie inférieure, avec des trichomes recourbées, et principalement chauve dans la partie supérieure.
Les feuilles velues sont disposées en rosettes basales et alternativement réparties le long de la tige. Les feuilles basilaires pétiolées de 1 à 4 cm  de long ont un contour largement oblancéolé d'une longueur de 2,5 à 8 cm et d'une largeur de 2 à 5 cm, en dents de scie à pennées, avec une à quatre sections entières ou dentelées de chaque côté de la nervure médiane et une grande section terminale triangulaire, souvent lancéolée. Avec une largeur allant jusqu'à 1,5 cm, les feuilles supérieures pétiolées, qui mesurent jusqu'à 1,5 cm de large, sont beaucoup plus petites que les feuilles basales et ont un bord lisse ou dentelé.
Selon les endroits, la période de floraison s'étend de mai à septembre, voire début novembre. L'inflorescence initialement en forme de parapluie, plus tard racémeuse en raison de l'allongement de l'axe de l'inflorescence contient 50 à 100 fleurs, lorsque le fruit mûrit, l'infructescence mesure alors jusqu'à 30 cm de long.
Les fleurs hermaphrodites ont un diamètre de 6 à 8 mm. Les quatre sépales ascendants sont oblongs, de 3 à 4 mm de long et de 1 à 1,5 mm millimètres de large. Les quatre pétales jaunes mesurent 6 à 8 mm de long et 2 à 3 mm de large, spatulés avec un ongle presque de la même longueur que les sépales d'une longueur de 2,5 à 3,5 mm. Les six étamines sont constituées d'une étamine dressée jaunâtre de 3 à 4,5 mm de long et d'une anthère oblongue à ovale de 0,6 à 1,5 mm de long. Le style discret et trapu mesure de 0,3 à 0,3 mm de long et se termine par une cicatrice clairement bilobée. Chaque ovaire contient 40 à 60 ovules.
Les fruits mûrissent entre juin et octobre. Les pédoncules étroits, saillants ou ascendants, de 0,8 à 1,2 cm de long, sont plus fins que le fruit. Les jeunes fruits ne dépassent pas les fleurs. Les gousses courbées ou droites sont linéaires étroites, de 2 à 3,5 cm de long et de 0,9 à 1,1 mm de diamètre, et plus ou moins cylindriques. Les deux valves presque membraneuses ont trois nerfs et sont souvent nues. Le septum est translucide. Généralement 25 à 30 graines matures se distinguent par un faible motif en forme de cordon de perles sur les rabats. Les graines brunes sont des ellipsoïdes allongés d'une longueur de 0,7 à 1 mm et d'un diamètre de 0,5 à 0,6 mm avec une surface quelque peu papilleuse.
Le Sisymbre de Loesel est diploïde avec un nombre de chromosomes de 2n = 14.

## Répartition
Sisymbrium loeselii est répandue dans les régions continentales des latitudes tempérées de l'Europe, de l'Asie occidentale et centrale. Les zones d'origine naturelles sont les suivantes : Autriche orientale, Tchéquie, Slovaquie, Hongrie, ex-Yougoslavie, Roumanie, Bulgarie, nord de la Grèce, Biélorussie, Ukraine, Russie, Turquie, Géorgie, Arménie, Azerbaïdjan, Irak, Iran, Afghanistan, Kazakhstan, Kirghizistan, Tadjikistan, Turkménistan, Ouzbékistan, Xinjiang chinois, sous-continent indien et trois localités du nord de l'Arabie saoudite.
Elle est naturalisée dans des régions climatiquement appropriées de l'Amérique du Nord. Depuis le XVIIe siècle, Sisymbrium loeselii étend son aire de répartition à l'Europe centrale.
Elle s'installe souvent dans les interstices entre les mauvaises herbes, les gravats et les dépotoirs, sur les murs, sur les chemins et les barrages, sur un sol riche en nutriments. En tant que plante pionnière, elle préfère la lumière et la chaleur estivale. En Europe centrale, c'est une espèce caractéristique de l'association Sisymbrion, qui regroupe des communautés rudérales annuelles dans un climat modérément chaud.

## Parasitologie
La fleur a pour parasites Evergestis extimalis (de), Contarinia nasturtii, Gephyraulus sisymbrii (sv), Aceria drabae (sv), Lipaphis fritzmuelleri (sv). Le fruit a pour parasites Ceutorhynchus niyazii, Ceutorhynchus pyrrhorhynchus (sv), Dasineura rostratae (sv). La feuille a pour parasites Eurydema ventralis, Eurydema oleracea, Ventocoris halophilus, Pontia edusa, Pieris brassicae, Pieris napi, Pieris rapae, Colaphellus sophiae (sv), Evergestis frumentalis (de), Erysiphe cruciferarum, Hyaloperonospora sisymbrii-loeselii, Liriomyza brassicae, Apterona helicoidella, Albugo candida. Le bourgeon de la feuille a pour parasite Dasineura bayeri (sv). Le collet a pour parasites Ceutorhynchus puncticollis (sv), Ceutorhynchus scapularis (sv), Ceutorhynchus assimilis, Lipaphis fritzmuelleri. La graine a pour parasite Sphragisticus nebulosus (de). La racine a pour parasites Ceutorhynchus sophiae (sv), Ceutorhynchus barbareae (pt), Ceutorhynchus roberti (sv), Ceutorhynchus picitarsis (pt), Aulagromyza sisymbrii (sv), Liriomyza pseudopygmina (sv).